# Бирдстаун (Илиноис)
Бирдстаун (енгл. Beardstown) град је у америчкој савезној држави Илиноис. По попису становништва из 2010. у њему је живело 6.123 становника.

## Демографија
Према попису становништва из 2010. у граду је живело 6.123 становника, што је 357 (6,2%) становника више него 2000. године.
| Група             | 2000.         | 2010.         |
| Белци             | 4.650 (80,6%) | 3.741 (61,1%) |
| Афроамериканци    | 50 (0,9%)     | 360 (5,9%)    |
| Азијати           | 19 (0,3%)     | 21 (0,3%)     |
| Хиспаноамериканци | 1.032 (17,9%) | 1.994 (32,6%) |
| Укупно            | 5.766         | 6.123         |